# 209 (عدد)
209 هو عدد صحيح. طبيعي بين 208 و210

## في الرياضيات

### خصائص
- 209عدد فردي
- 209عدد ناقص